# Seznam švicarskih zdravnikov
Seznam švicarskih zdravnikov.

## B
- Eugen Bleuler (1857-1940)
- Daniel Bovet (1907-1992)

## E
- Thomas Erastus (1524-1583)

## F
- Edmond H. Fischer (1920-)
- Auguste Forel (1848-1931)

## H
- Albrecht von Haller (1708-1777)
- Anna Heer (1863-1918)
- Walter Hess (1881-1973)

## K
- Emil Theodor Kocher (1841-1917)

## M
- Paul Müller (1899-1965)

## O
- Arnold Ott (1840-1910)

## R
- Auguste Rollier (1874-1954)

## T
- Ignaz Paul Vital Troxler (1780-1866)

## Y
- Alexandre Yersin (1894-1943)

## Z
- Rolf M. Zinkernagel (1944-)